# James Aloysius Hickey
James Aloysius Hickey (1920–2004) là một Hồng y người Hoa Kỳ của Giáo hội Công giáo Rôma. Ông từng đảm nhận vai trò Hồng y Đẳng Linh mục Nhà thờ S. Maria Madre del Redentore a Tor Bella Monaca, Tổng giám mục đô thành Tổng giáo phận Washington trong suốt 20 năm, từ năm 1980 đến năm 2000.
Vốn là một giáo sĩ trong vai trò lãnh đạo giáo hội địa phương, ông từng đảm trách nhiều vai trò khác nhau trước khi tiến đến trở thành Tổng giám mục đô thành Washington, như: giám mục phụ tá Giáo phận Saginaw (1967–1969), Hiệu trưởng Giáo hoàng Học viện Bắc Mỹ (1969–1974), giám mục chính tòa Giáo phận Cleveland (1974–1980). Ông được vinh thăng Hồng y ngày 28 tháng 6 năm 1988, bởi Giáo hoàng Gioan Phaolô II.

## Tiểu sử
Hồng y James Aloysius Hickey sinh ngày 11 tháng 10 năm 1920 tại Midland, Michigan, Hoa Kỳ. Sau quá trình tu học dài hạn tại các cơ sở chủng viện theo quy định của Giáo luật, ngày 15 tháng 6 năm 1946, Phó tế Hickey, 26 tuổi, tiến đến việc được truyền chức linh mục. Cử hành nghi thức truyền chức cho tân linh mục là giám mục William Francis Murphy, giám mục chính tòa Giáo phận Saginaw, Michigan. Tân linh mục là thành viên linh mục đoàn Giáo phận Saginaw.
Sau 21 năm thi hành các công việc mục vụ với thẩm quyền và cương vị của một linh mục, ngày 18 tháng 2 năm 1967, Tòa Thánh loan tin Giáo hoàng đã quyết định tuyển chọn linh mục James Aloysius Hickey, 47 tuổi, gia nhập Giám mục đoàn Công giáo Hoàn vũ, với vị trí được bổ nhiệm là giám mục phụ tá Giáo phận Saginaw, danh nghĩa Giám mục Hiệu toa Taraqua. Lễ tấn phong cho vị giám mục tân cử được tổ chức sau đó vào ngày 14 tháng 4 cùng năm, với phần nghi thức chính yếu được cử hành cách trọng thể bởi 3 giáo sĩ cấp cao, gồm chủ phong là Tổng giám mục John Francis Dearden, Tổng giám mục đô thành Tổng giáo phận Detroit, Michigan; hai vị giáo sĩ còn lại, với vai trò phụ phong, gồm có giám mục Stephen Stanislaus Woznicki, giám mục chính tòa Giáo phận Saginaw và Giám mục Stephen Aloysius Leven, giám mục phụ tá Tổng giáo phận San Antonio. Tân giám mục chọn cho mình khẩu hiệu: VERITATEM IN CARITATE.
Chỉ sau hai năm được chọn làm giám mục, ông rời khỏi vai trò Giám mục Phụ tá Saginaw, và đảm trách vai trò Hiệu trưởng Giáo hoàng Học viện Bắc Mỹ. Thông báo bổ nhiệm được công bố chính thức vào ngày 1 tháng 3 năm 1969. Công việc của ông trong vai trò Hiệu trưởng một Học viện Giáo hoàng kết thúc bằng quyết định từ Tòa Thánh, ấn ký ngày 5 tháng 6 năm 1974, bổ nhiệm Giám mục Hickey đến Giáo phận Cleveland, đảm nhận vị trí mới là Giám mục chính tòa. Tân giám mục Cleveland đã đến cử hành các nghi thức nhận giáo phận sau đó vào ngày 16 tháng 7 cùng năm.
Sau khoảng thời gian 6 năm đảm trách vai trò giám mục Cleveland, Giám mục Hickey được Tòa Thánh thăng Tổng giám mục, qua việc bổ nhiệm giám mục này làm Tổng giám mục đô thành Tổng giáo phận Washington. Thông báo về việc bổ nhiệm này được công bố cách rộng rãi vào ngày 17 tháng 6 năm 1980. Tân Tổng giám mục đã đến cử hành các nghi thức nhận giáo phận sau đó vào ngày 5 tháng 8 cùng năm.
Bằng việc tổ chức công nghị Hồng y năm 1988 được cử hành chính thức vào ngày 28 tháng 6, Giáo hoàng Gioan Phaolô II đưa ra quyết định vinh thăng Tổng giám mục James Aloysius Hickey tước vị danh dự của Giáo hội Công giáo, Hồng y. Tân Hồng y thuộc Đẳng Hồng y Linh mục và Nhà thờ Hiệu tòa được chỉ định là Nhà thờ S. Maria Madre del Redentore a Tor Bella Monaca.
Ngày 21 tháng 11 năm 2000, Tòa Thánh chấp thuận đơn hồi hưu của ông, vì lý do tuổi tác, theo Giáo luật. Ông qua đời ngày 24 tháng 10 năm 2004, thọ 84 tuổi.